# Lygropia nigricornis
Lygropia nigricornis là một loài bướm đêm trong họ Crambidae.